# 拉文納省
拉文納省（義大利語：Provincia di Ravenna）是意大利艾米利亞-羅馬涅大區的一個省。面積1,858平方公里，2005年人口365,369人。首府拉文納。
北倚费拉拉省，西靠博洛尼亚省，南临托斯卡纳大区和弗利-切塞纳省，东边濒临亚得里亚海。下分18市鎮。

## 地理
坐落在艾米利亞-罗马涅大区的海岸线上，包括沿海区，平原区和内陆山区多种自然区域。省内的水道系统由于古时波河平原的海岸沿线经过多个世纪的持续冲刷的结果，所以非常复杂。

## 主要水系
- Reno
- Lamone
  - Senio
- Fiumi Uniti
  - Montone
  - Ronco
- Bevano
- Savio

值得一提的是在18世纪人工开凿的Candiano 和 Corsini运河将拉文纳市与海连通，建立起了完整的码头体系。

## 主要城市
- 拉文納 - 151055 人口
- 法恩扎 - 55504 人口
- 卢戈 - 31927 人口
- 切尔维亚 - 26858 人口
- 巴尼亚卡瓦洛 - 16169 人口